# RMS Lancastria
Le RMS Lancastria est un paquebot transatlantique britannique coulé le 17 juin 1940 par les Allemands lors de la Seconde Guerre mondiale. Son naufrage, qui provoqua le décès d'environ 4 000 personnes, est l'une des plus grandes catastrophes maritimes du XXe siècle.

## Paquebot transatlantique et bateau de croisière

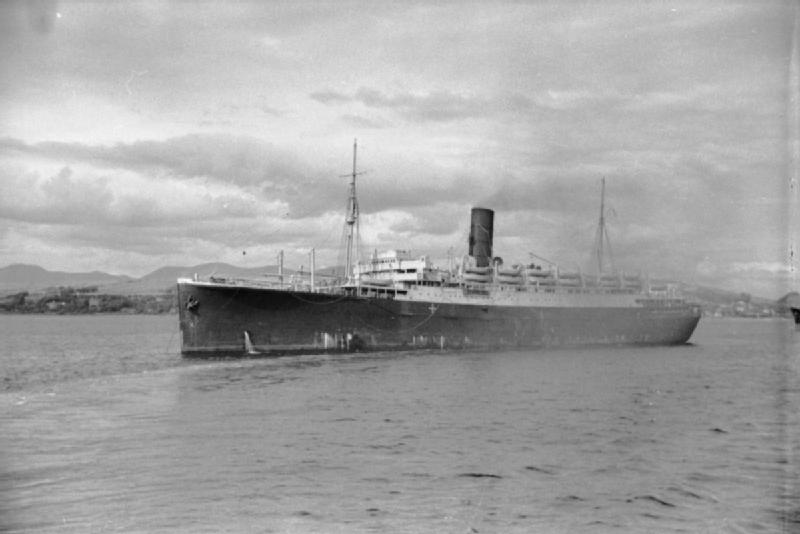
Le RMS Lancastria à Greenock, pendant la Seconde Guerre mondiale.

Le paquebot est long de 168 mètres. Sa construction coûte 1 359 907 £ et prend beaucoup de retard à la suite d'une grève des ouvriers du chantier naval William Beardmore de Glasgow.
Il est lancé en 1922 à Glasgow, et baptisé RMS Tyrrhenia. Il appartient à la compagnie britannique Cunard Line. Son voyage inaugural est effectué en juin 1922 entre Glasgow et Québec – Montréal.
Ensuite, le RMS Tyrrhenia traverse l'Atlantique deux fois sur la route Liverpool-Boston le 15 septembre et de nouveau le 28 octobre 1922. De novembre à fin janvier 1923, il navigue sur la route Liverpool-New York avant de commencer celle de Hambourg-New York. Après son dernier départ de Hambourg, il arrive à New York le 19 novembre 1923.

### Changement de nom
Au début de 1924, Cunard prend la décision de changer le nom du Tyrrhenia : quand le navire quitte Liverpool vers New York le 5 février 1924, le paquebot est renommé Lancastria, car son nom originel semble difficile à prononcer pour les passagers américains. De 1926 à 1932, le RMS Lancastria assure la liaison hebdomadaire Londres - New York.
Il transporte vacanciers comme immigrants vers une nouvelle vie, dans l'espoir d'une prospérité meilleure. Plus tard, il est transformé en paquebot de luxe pour croisières en Méditerranée et dans les fjords norvégiens. En 1934, il coûte 125 £ pour naviguer en première classe de Liverpool aux Antilles. Un an plus tard, Cunard annonce une croisière de 22 jours à Gibraltar, Tanger, Villefranche et Lisbonne pour la Guinée.
En mai 1936, le Lancastria met le cap vers Gallipoli et Salonique pour une croisière de pèlerinage de la Première Guerre mondiale. Au cours de ses voyages en Méditerranée, toute sa coque est repeinte en blanc, conformément à son nouveau rôle de navire de croisière.
Le 22 octobre 1936, sur le chemin du retour vers son port d'attache de Liverpool, le Lancastria s’échoue par mauvais temps au large de Wallasey. Il est remorqué à marée haute.
Sa dernière croisière en temps de paix se dirige vers les Bahamas en septembre 1939. Après ce voyage, il navigue vers New York pour attendre les ordres. Il constitue à lui seul le Convoi HXF 2 reliant Halifax à Liverpool du 25 septembre au 1er octobre 1939.

## Réquisition lors de la Seconde Guerre mondiale
Il est réquisitionné en mars 1940 pour le transport de troupes à la déclaration de la Seconde Guerre mondiale et est requalifié en HMT Lancastria (HMT pour His Majesty Troopship, « transport de troupes de Sa Majesté »). Le 13 avril, les autorités sont informées que le navire est à leur disposition. À New York, la coque du Lancastria a été repeinte en gris cuirassé et un canon de 4 pouces a été placé sur son pont arrière, à côté de la piscine, pour dissuader les attaques sous-marines et aériennes.
Il participe à l'opération franco-britannique Alphabet, chargée du retrait des troupes alliées de Narvik en Norvège, entre le 4 et le 8 juin 1940, puis se replie à Scapa Flow.
En mai 1940, le front militaire allié en France est enfoncé par les troupes de la Wehrmacht. L'avancée des Allemands est fulgurante. Les troupes allemandes se rapprochent de la côte atlantique. À partir du 15 juin 1940, près de 40 000 soldats britanniques ont reflué vers le port de Saint-Nazaire pour tenter de s'échapper vers la Grande-Bretagne. Ils sont une partie des 136 000 officiers et soldats du Corps expéditionnaire britannique, non encore évacués et rapatriés depuis des ports français. L'évacuation du port de Dunkerque a eu lieu deux semaines plus tôt.
Dans la nuit du 14 juin 1940, le Lancastria quitte le port de Liverpool pour une destination tenue secrète de l'équipage. Il fait escale à Plymouth le lendemain, puis se dirige vers Brest, la baie de Quiberon et enfin l'embouchure de la Loire près de Saint-Nazaire. Le 17 juin 1940, le Lancastria participe à l’opération d'évacuation Ariel.

## Naufrage

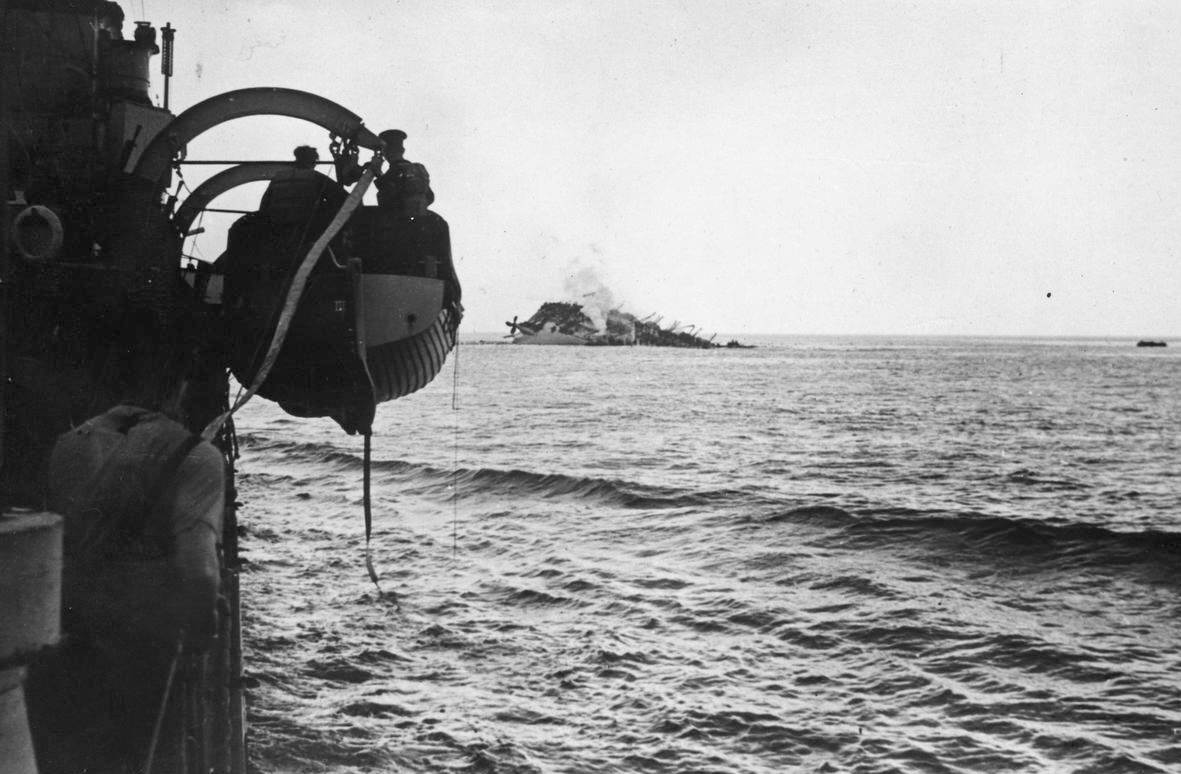
Le naufrage du Lancastria au large de Saint Nazaire.

Près de 80 bâtiments de commerce sont réquisitionnés et attendent en rade de Saint-Nazaire.
Le 17 juin 1940, vers 6 h du matin, le Lancastria jette l'ancre à 4 km de la côte. En mouillant à bonne distance du port de Saint-Nazaire, il réduit les risques d'être pris pour cible par des attaques aériennes ou des U-boot.
Les troupes allemandes sont alors à 40 km du port de Saint-Nazaire.
La capacité normale du paquebot est de 3 000 personnes, et les bateaux et gilets de sauvetage sont seulement prévus pour 2 200 passagers. Deux officiers de la Marine Royale montent à bord du Lancastria et donnent l'ordre au capitaine Sharp de charger autant de passagers que possible « sans tenir compte des limites fixées par la loi internationale ». Dans la précipitation de la débâcle, ce sont environ 9 000 soldats qui montent à bord d'après les notes des officiers britanniques. Les premiers bateaux arrivent au Lancastria dès 7 h à 8 h du matin. En fin d'opération, les soldats du Corps expéditionnaire britannique et autres réfugiés sont tassés au point de ne plus pouvoir se déplacer sur les ponts du navire.
Comme il est le plus gros navire de la flotte de repli du port, le Lancastria représente une cible idéale pour la Luftwaffe.
Alors qu'il s'apprête à quitter l'estuaire de la Loire, il est attaqué par une flotte de bombardiers allemands Junkers Ju 88, peu avant 16 h. L'un des avions fond au ras de l'eau et se dirige vers la poupe du Lancastria. Il largue quatre bombes de 500 kg, qui toutes percutent ou endommagent les flancs du navire : la première bombe éclate dans la cale no 2 au milieu de 800 hommes, la deuxième transperce la cale no 3 en libérant 500 tonnes de fioul qui se répandent autour du navire, la troisième bombe tombe dans l'unique cheminée du paquebot et explose dans la salle des machines, la dernière éventre la cale no 4.
Les pilotes allemands sont néanmoins dans l'incertitude quant au sort du paquebot, aussi une nouvelle vague de bombardiers Heinkel He 111 procède-t-elle à une seconde attaque avec des bombes incendiaires pour enflammer le fioul. Le Lancastria en contient 1 400 t au moment du naufrage. Peu de bombes s'amorcent, du fait de la faible altitude de survol et de la mauvaise synchronisation des explosions des bombes pour cette approche basse.
Mais le Lancastria s'incline brusquement à bâbord. Les bateaux de survie et les gilets de sauvetage sont pris d'assaut et le navire coule en 24 minutes.
Le naufrage du Lancastria fait probablement plus de 4 000 victimes (l'estimation basse est de 2 500 victimes, jusqu'à plus de 6 000 victimes), en grande majorité des soldats britanniques,. C'est quasiment autant que le total de victimes des naufrages du Titanic (1912, environ 1 500), du Lusitania (1915, environ 1 400) et du RMS Laconia (1942, environ 1 600) réunis. Ce naufrage est le plus grand désastre maritime de l'histoire britannique.

Le navire pilote La Lambarde et le destroyer Highlander ainsi que des chalutiers, des remorqueurs du port de Saint-Nazaire, une vedette de sauvetage en mer (la SNSM est créée en 1967, il s'agit donc soit de la Société Centrale des Naufragés, soit des Sauveteurs Hospitaliers Bretons) et des destroyers britanniques se portent au secours des naufragés du Lancastria. De nombreux blessés couverts de brûlures et de fioul sont repêchés parmi les cadavres flottants. Les rescapés sont débarqués à Saint-Nazaire, puis acheminés vers l’hôpital ou des écoles afin d’être soignés et nettoyés de leurs gangues noires. 
| \| Saint-Nazaire RMS Lancastria \| Localisation de l'épave. |
| Saint-Nazaire RMS Lancastria                                |

De nombreux habitants de la ville s’associent au travail des sauveteurs et des infirmiers débordés jusqu’à très tard dans la nuit.
Après le naufrage, ce sont 2 477 rescapés de la catastrophe longtemps occultée qui regagnent la Grande-Bretagne après avoir échappé à la mort.
Le capitaine Sharp, commandant du Lancastria, survit au naufrage. Il meurt à bord d'un autre navire, le RMS Laconia, torpillé par un U-boot allemand le 12 septembre 1942. Les témoins relatent que lorsque Sharp se rend compte que son bateau est en train de sombrer, il s'enferme dans sa cabine et coule avec les 1 600 autres victimes du RMS Laconia.

### Tragédie confidentielle
Le nombre exact de ceux qui se sont trouvés à bord du Lancastria est inconnu. Les documents de bord sont sous secret militaire pour un siècle, c'est-à-dire jusqu'en 2040. À l'annonce du naufrage, Winston Churchill en fait l'objet d'une Defence Advisory Notice, afin qu'il ne soit pas divulgué par la presse, dans le but de ne pas démoraliser davantage les citoyens britanniques. Le même jour, l'armée française est  anéantie par l'armée allemande et l'annonce officielle de l'armistice signé entre la France et l'Allemagne d'Hitler est diffusée au même moment. L'information du naufrage n'est connue que cinq semaines plus tard, quand elle est publiée par le New York Times et par The Scotsman du 26 juillet 1940. Churchill ne décrit ce naufrage que dans ses mémoires, en avançant un chiffre de 4 000 victimes.
C'est l'une des plus grandes catastrophes maritimes du XXe siècle mais elle est surpassée par le naufrage du paquebot Wilhelm Gustloff en 1945, qui fit plus de 9 000 victimes, ou encore par les naufrages du Cap Arcona, du Goya, du Jun'yō Maru, du Toyama Maru et de l'Ukishima Maru.
Certaines sources[Lesquelles ?] avancent que le fait d'avoir demandé à la presse britannique de ne pas divulguer le naufrage du Lancastria pourrait résulter pour l'exécutif britannique d'une reconnaissance implicite d'une part de responsabilité dans le nombre très élevé de victimes : le risque d'attaque élevé, auquel le navire était alors exposé, aurait dû conduire à l'inverse au strict respect des règles de chargement comme des capacités de sauvetage.
Bien que les associations créées par les victimes du naufrage et leurs familles souhaitent que, par le biais de la loi de 1986 sur la protection des souvenirs militaires (Protection of Military Remains Act 1986 (en)), le gouvernement britannique qualifie le site du naufrage de cimetière militaire britannique, celui-ci explique ne pas pouvoir le faire étant donné que le site se trouve dans les eaux territoriales françaises. D'autre part, seul le gouvernement écossais a commémoré la catastrophe par la frappe d'une médaille, malgré les demandes pressantes auprès du gouvernement britannique.

## Postérité
Désormais, une bouée au large de l’estuaire de la Loire signale l’emplacement de l’épave. Celle-ci, est considérée, depuis 2006, comme un cimetière marin, avec une zone de protection et d'exclusion de 200 mètres, autour de la zone du naufrage. L'épave se trouve à 15 km du port de Saint-Nazaire, à une profondeur de 26 mètres et culmine à 12 mètres sous la surface. Elle se trouve dans une zone soumise à de forts courants. Une grande partie de l'épave est encore intacte.
Le 17 juin de chaque année, à l'initiative de l'association écossaise The HMT Lancastria Association, une délégation de survivants et de membres des familles de victimes vient s’y recueillir à bord de navires en déposant sur l’eau des gerbes de fleurs.
Le 18 juin 2016, la mairie de Préfailles inaugure à la pointe Saint-Gildas un mémorial avec une stèle dédiée au navire.
En mai 2018, à l'initiative du service départemental de l'Office national des anciens combattants (ONACVG) en Vendée, un parcours mémoriel est créé, reliant les vingt communes abritant des sépultures de naufragés du Lancastria, préalablement à l'inauguration d'une plaque mémorielle sur l'île de Noirmoutier le 16 juin 2019.

Mémoriaux du HMT Lancastria.
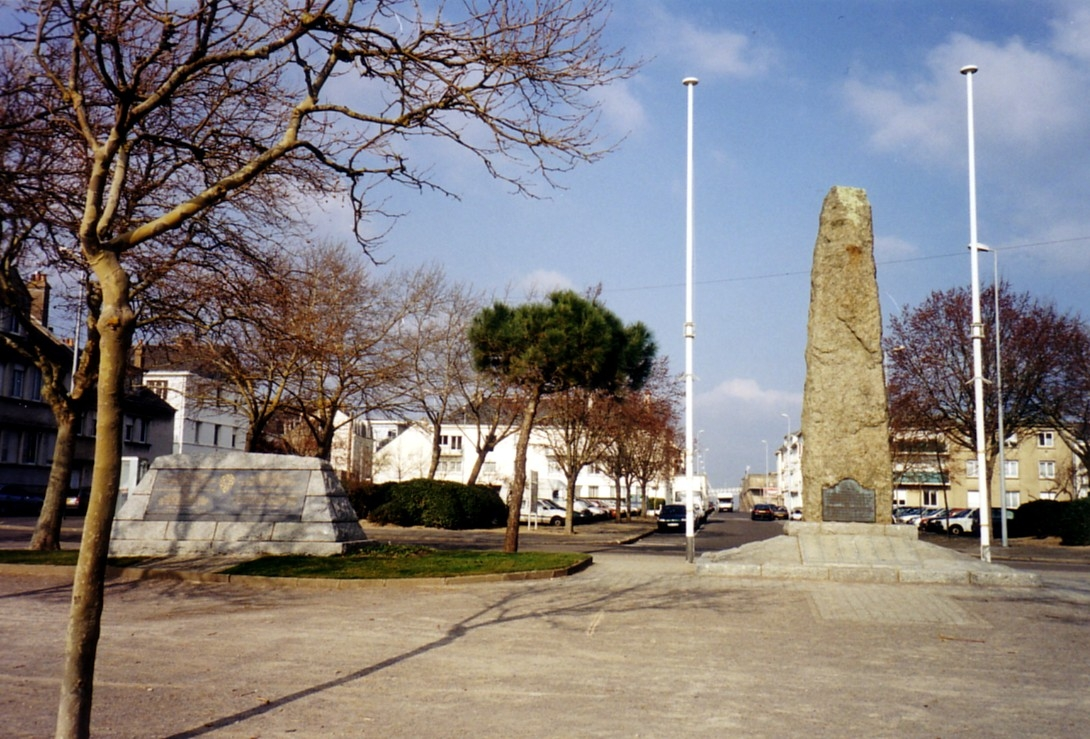
Mémoriaux à Saint-Nazaire : mémorial du HMT Lancastria à gauche, mémorial opération Chariot à droite.
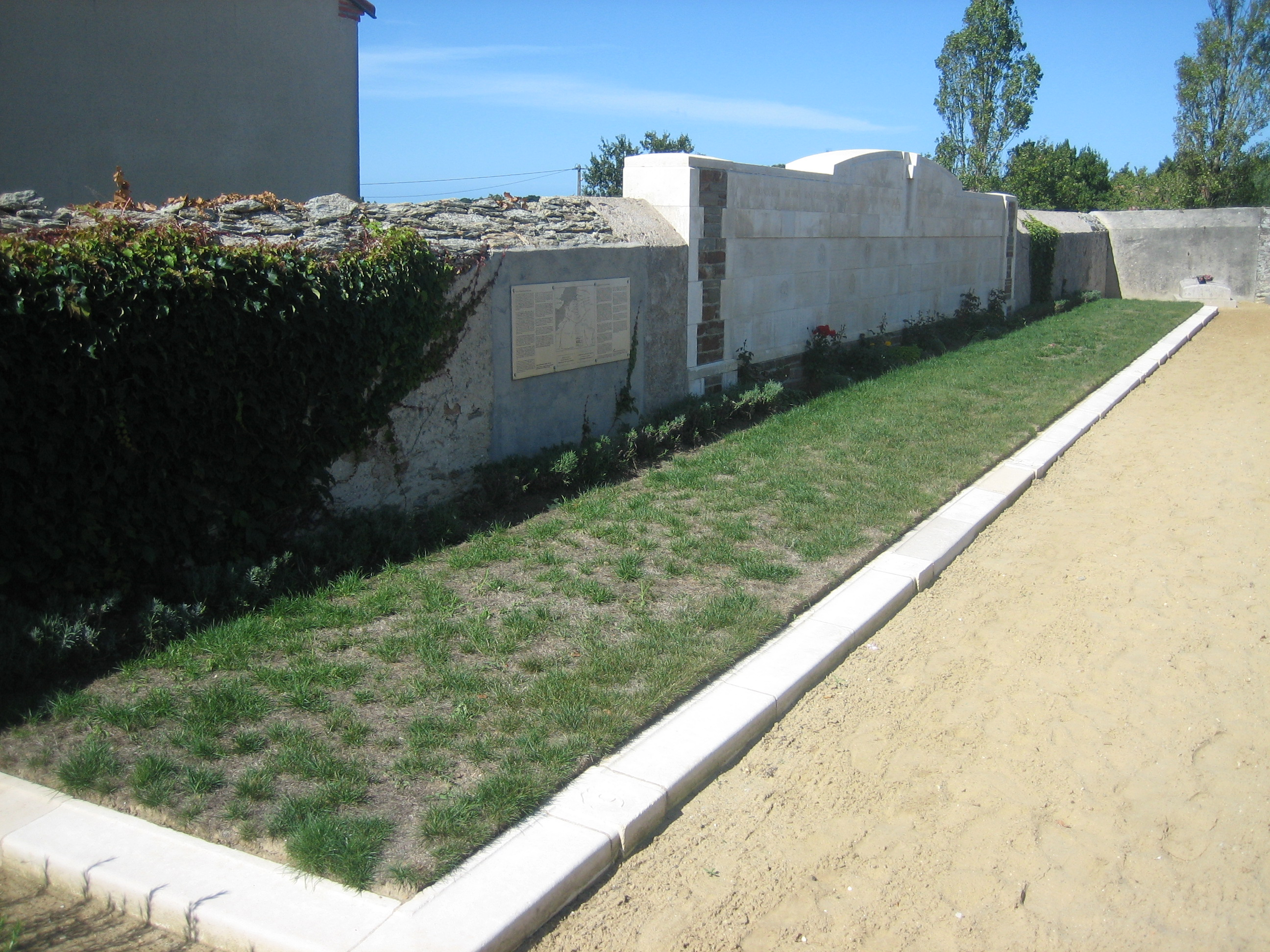
Mémorial aux Moutiers-en-Retz.
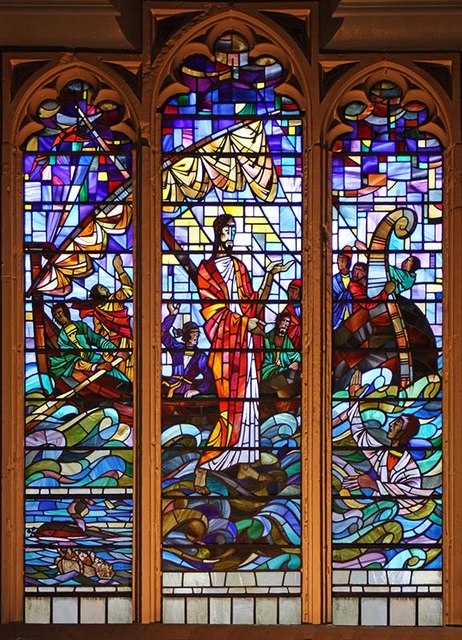
Vitrail commémoratif, église St Katharine Cree à Londres (artiste : Bill Forbes).
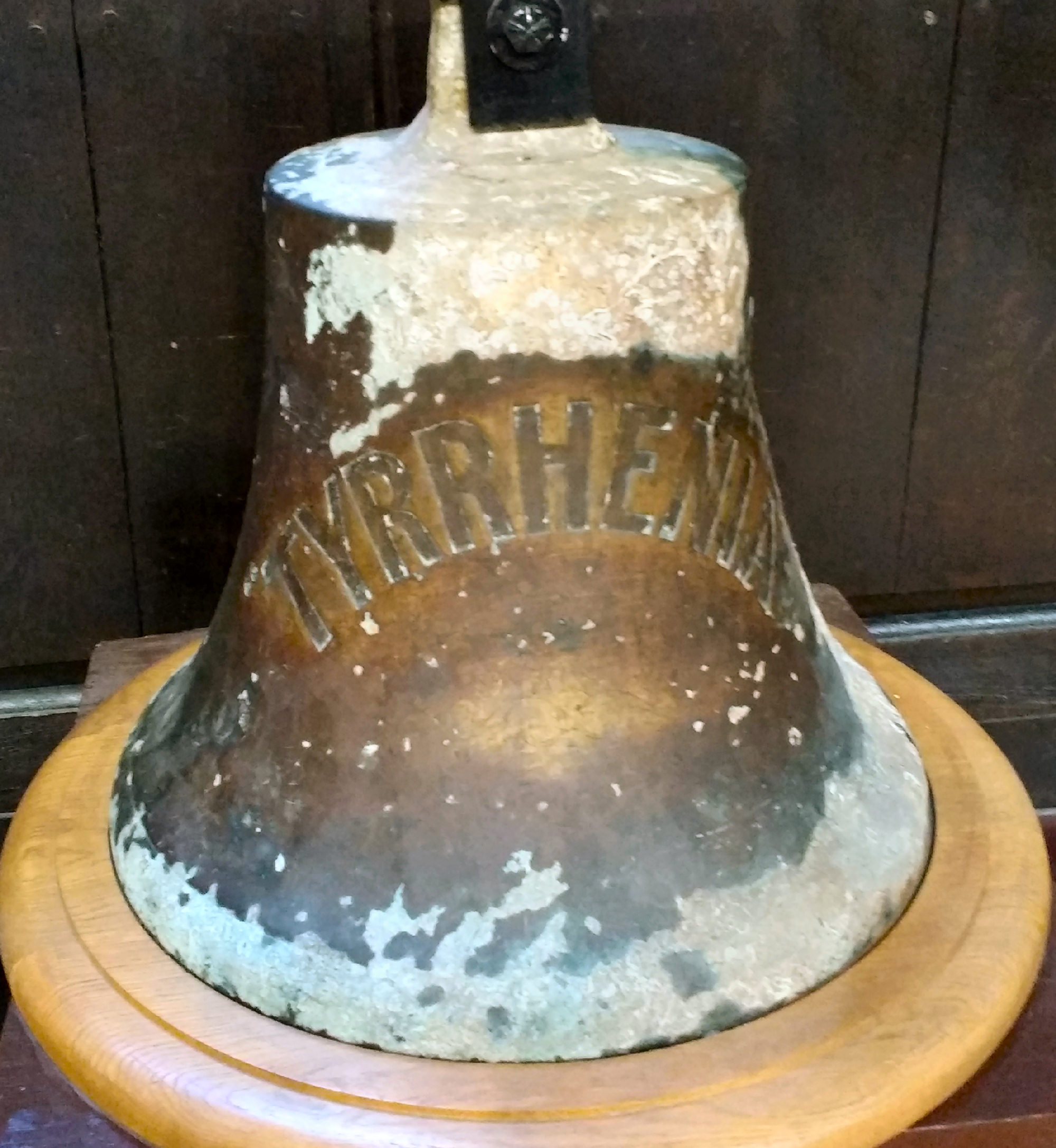
Cloche du Lancastria, église St Katharine Cree à Londres.

En France, cinquante-trois cimetières entre Brest et Soulac, dont seize cimetières en Loire-Atlantique et vingt en Vendée, abritent les sépultures des victimes. Des mémoriaux commémoratifs ont été érigés à Saint-Nazaire, aux Moutiers-en-Retz, à la pointe Saint-Gildas à Préfailles et à la pointe de l'Herbaudière sur l'île de Noirmoutier.
Au Royaume-Uni, un mémorial a été inauguré le 1er octobre 2011, sur le site de l'hôpital Golden Jubilee National Hospital (en), à Clydebank, près de Glasgow, ainsi qu'une maquette du navire le 22 juin 2013, (site occupé en 1922 par le Chantier naval William Beardmore, où le navire a été construit). Un autre mémorial se trouve au National Memorial Arboretum (en), à Alrewas, près de Lichfield, Staffordshire. Un vitrail commémoratif, se trouve dans l'église St Katharine Cree (en), à Londres. Se trouve aussi dans cette église la cloche du navire.
En 2007, le gouvernement écossais annonce que les victimes écossaises de la catastrophe du Lancastria seraient officiellement reconnues par des médailles commémoratives, ce qui est fait en 2008, pour 375 d'entre elles. Les survivants et descendants devaient formuler leur demande de médaille avant la date limite du 15 mai 2015. Le 75e anniversaire du naufrage du Lancastria entérine ainsi la clôture du processus de demande de médaille.
Une chanson de l'album Abysses (2007) de Tri Yann est consacrée à la tragédie du Lancastria.
Un reportage de l'émission Mystères maritimes affaires classées est consacré au naufrage du Lancastria.